# Bohohledačství
Bohohledačství (rusky богоискательство, bogoiskatělstvo) byl nábožensko-filozofický proud, který vznikl v Rusku počátkem 20. století v liberálním prostředí. Bohohledači viděli cíl společenského vývoje v realizaci křesťanského ideálu na zemi. K  bohohledačům patří Semjon Ljudvigovič Frank, Dmitrij Merežkovskij, Zinaida Gippius, Dmitrij Filosofov aj. V bohohledačství se rozlišují dva základní směry. Představitelé prvního směru (Merežkovskij, Nikolaj Berďajev, Vasilij Rozanov, Lev Šestov aj.) navazovali nejen na myšlení F. M. Dostojevského a ideu bohočlověka u Vladimira Solovjova, ale i na Arthura Schopenhauera, Friedricha Nietzscheho a Sørena Kierkegaarda. Představitelé druhého směru (Pavel Florenskij, S. Bulgakov) aktivně používali prací církevních otců.